# Troy Kemp
Pour les articles homonymes, voir Kemp.
Troy Kemp, né le 18 juin 1966 à Nassau, est un athlète bahaméen spécialiste du saut en hauteur.

## Carrière sportive
Durant l'année 1991, Troy Kemp franchit pour la première fois la barre des 2,30 m et se classe cinquième des Championnats du monde de Tokyo. Il obtient la même place deux ans plus tard aux mondiaux de Stuttgart. En 1994, le Bahaméen termine à la deuxième place de la finale du Grand Prix IAAF à Paris. Il obtient le meilleur résultat de sa carrière en remportant la finale de la hauteur des Championnats du monde 1995 tenus à Göteborg. Il réalise, avec un bond de 2,37 m, la même performance que le Cubain Javier Sotomayor mais bénéficie d'un avantage au nombre de sauts franchis au premier essai. La même année, Kemp établit à Nice un nouveau record du Commonwealth du saut en hauteur avec 2,38 m. 
Troy Kemp met un terme à sa carrière sportive au terme de la saison 2000.

## Palmarès

### Championnats du monde
- Championnats du monde 1995 à Göteborg  :
  -  Médaille d'or du saut en hauteur.

### Championnats d'Amérique centrale et des Caraïbes
- Championnats d'Amérique centrale et des Caraïbes 1989 à San Juan :
  -  Médaille d'argent du saut en hauteur.